# Happy Song (Baby's Gang)
Happy Song è un singolo del gruppo musicale italiano Baby's Gang, pubblicato nel 1983.

## Descrizione
Il singolo divenne una hit europea in seguito alla cover del gruppo tedesco Boney M. l'anno successivo.

## Tracce
7" Il Discotto
1. Happy Song – 4:18
2. Ice cream – 3:15

Durata totale: 7:33
12" Il Discotto
1. Happy Song (Club Mix) – 8:30
2. Ice cream (Strumentale) – 5:00

Durata totale: 13:30

## Contenuto
La canzone venne composta da Larry Pignagnoli (come Abacab), Ivana Spagna (che partecipa ai cori e cura l'arrangiamento vocale) e Ottavio Bacciocchi anche arrangiatore musicale. Le voci principali sono di Aldo 'Al' Musci e la piccola Denise Bonfanti.

## Cover
- Dopo il ritorno dei Boney M. con la cover della canzone italiana Kalimba de Luna, il produttore Frank Farian si mise al lavoro per un'altra cover italiana. Per questo invitò il precedente ballerino dei Boney M. Bobby Farrell a unirsi al gruppo di bambini della scuola elementare e superiore Rhein-Main Air Base, indicati come The School Rebels, i quali cantarono insieme a Reggie Tsiboe. Bobby Farrell fece il rap, mentre i cantanti Liz Mitchell e Marcia Barrett non presero parte alla registrazione. Il trio La Mama (Patricia Shockley, Madeleine Davis and Judy Cheeks) si aggiunse come voci femminili. Il singolo fu l'ultimo singolo dei Boney M. ad arrivare nella Top 10 tedesca dei singoli (#7), e il primo dopo quasi quattro anni.
- Il DJ francese Kungs ha sfruttato un campionamento del coro dei bambini per l'incisione del singolo Clap Your Hands.